# 5215 Tsurui
5215 Tsurui (1991 AE) là một tiểu hành tinh vành đai chính được phát hiện ngày 9 tháng 1 năm 1991 bởi Masanori Matsuyama và Watanabe ở Kushiro.